# Akrevillan
Akrevillan uppfördes i början av 1870-talet som bostad åt disponenten vid Skåre ångsåg i Skåre utanför Karlstad i Värmland. Huset ritades i början av 1870-talet av den norske arkitekten Henrik Thrap-Meyer (1833–1910). Ritningarna till huset förvaras i Arkitekturmuseum i Stockholm.
Huset beboddes från 1889 av disponent Louis Övergaard (1859-1938) och hans hustru Anna (1864-1939), som kom flyttande från Fredrikstad i Norge.
Makarna Övergaards dotter Hild (1892–1999) gifte sig med Guthorm Akre från Trysil i Norge, som 1921 tog över både disponentvillan och driften av sågverket. Disponent Akre dog 1966, men fru Hild Akre bodde kvar i Akrevillan fram till 1987, då hon flyttade till äldreboendet Källan i Skåre. Fru Akre avled 1999 vid 107 års ålder.
Hild och Guthorm Akres tre barn Egil Akre, Gunhild Akre och Gerd Göran har skildrat husets och sin mors historia i boken Det gröna huset i Skåre.
Under tidigt 1980-tal, då Hild Akre fortfarande bodde i huset, användes bottenvåningen i Akrevillan till klassrum för ett par lågstadieklasser i Skåre. Under 1990-talet stod byggnaden tom och kom att brinna ner till grunden.